# Mantilly
Mantilly ist eine französische Gemeinde mit 511 Einwohnern (Stand 1. Januar 2022) im Département Orne in der Region Normandie (vor 2016 Basse-Normandie). Sie gehört zum Arrondissement Alençon und ist Teil des Kantons Bagnoles-de-l’Orne Normandie (bis 2015 Passais). Die Einwohner werden Mantillois genannt.

## Geographie
Mantilly liegt etwa 64 Kilometer westnordwestlich von Alençon. Hier entspringt das Flüsschen Pisse. Die Gemeinde gehört zum Regionalen Naturpark Normandie-Maine. Umgeben wird Mantilly von den Nachbargemeinden Saint-Cyr-du-Bailleul im Norden, Saint-Mars-d’Égrenne im Norden und Nordosten, Passais Villages im Süden und Osten, Désertines im Süden und Südwesten sowie Le Tilleul im Westen und Nordwesten.

## Bevölkerungsentwicklung
| Jahr                      | 1962 | 1968 | 1975 | 1982 | 1990 | 1999 | 2006 | 2011 | 2016 | 2020 |
| Einwohner                 | 1148 | 1135 | 1006 | 873  | 728  | 639  | 602  | 565  | 537  | 513  |
| Quelle: Cassini und INSEE |      |      |      |      |      |      |      |      |      |      |

## Sehenswürdigkeiten
- Kirche Notre-Dame-de-l’Assomption aus dem 19. Jahrhundert

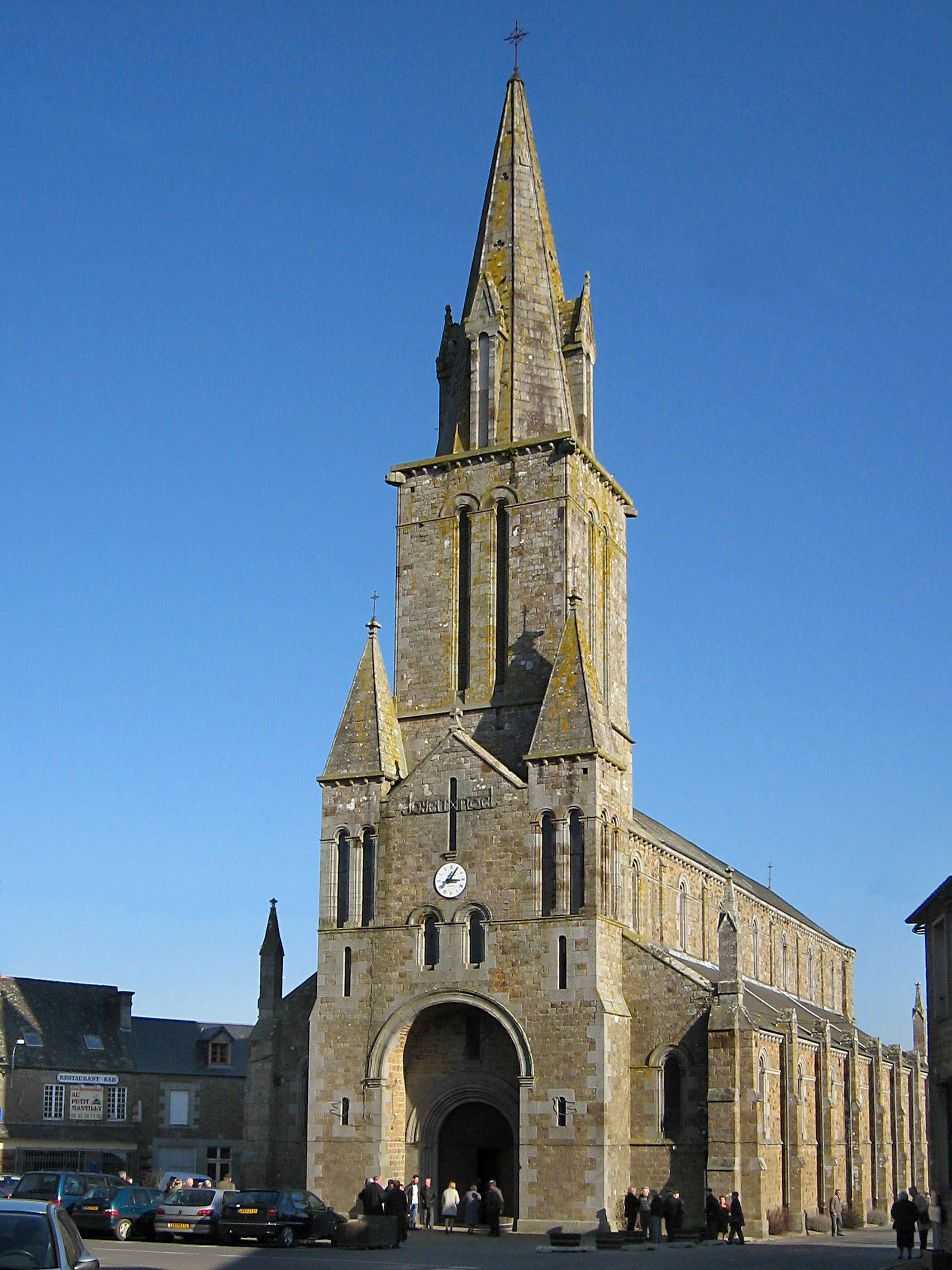
Kirche Notre-Dame-de-l’Assomption

- Kapelle von Rubesnard
- altes Priorat von Dompierre
- Herrenhaus von La Tournerie

## Partnerschaften
Mit Miuzela in der portugiesischen União das Freguesias de Miuzela e Porto de Ovelha (Kreis Almeida) besteht eine Partnerschaft.